# Перша українська гімназія імені Миколи Аркаса
Перша українська гімназія імені Миколи Аркаса — миколаївський заклад загальної середньої освіти ІІ—ІІІ ступенів з поглибленим вивченням української та англійської мов, який здійснює науково-теоретичну, загальнокультурну підготовку учнів.
Колектив гімназії успішно працює над реалізацією головної мети – надання обдарованим і здібним дітям оптимальних можливостей для отримання різнобічної освіти та високої культури, розвиток творчих здібностей і нахилів дітей.
Сильно пошкоджена в ніч проти 1 листопада 2022 року внаслідок обстрілу російськими ракетами С-300, одна з яких влучила у центральний вхід.

## Історія
Перша українська гімназія бере свій початок з 1863 року, коли було відкрито Миколаївське жіноче училище 1-го розряду.

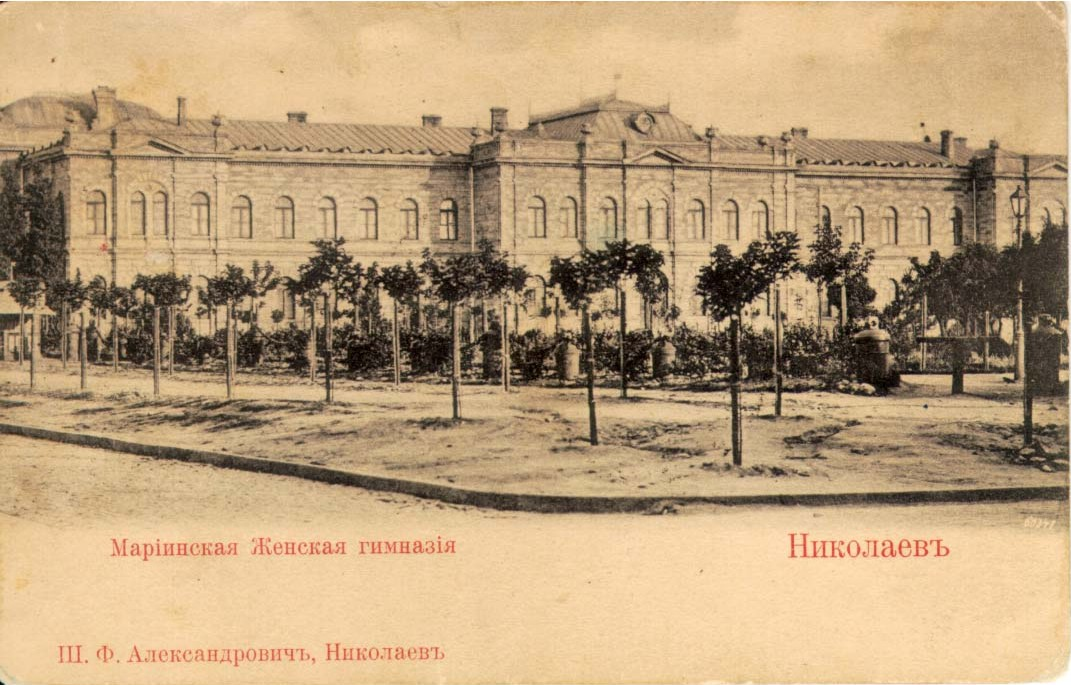
Маріїнська жіноча гімназія до Жовтневого перевороту

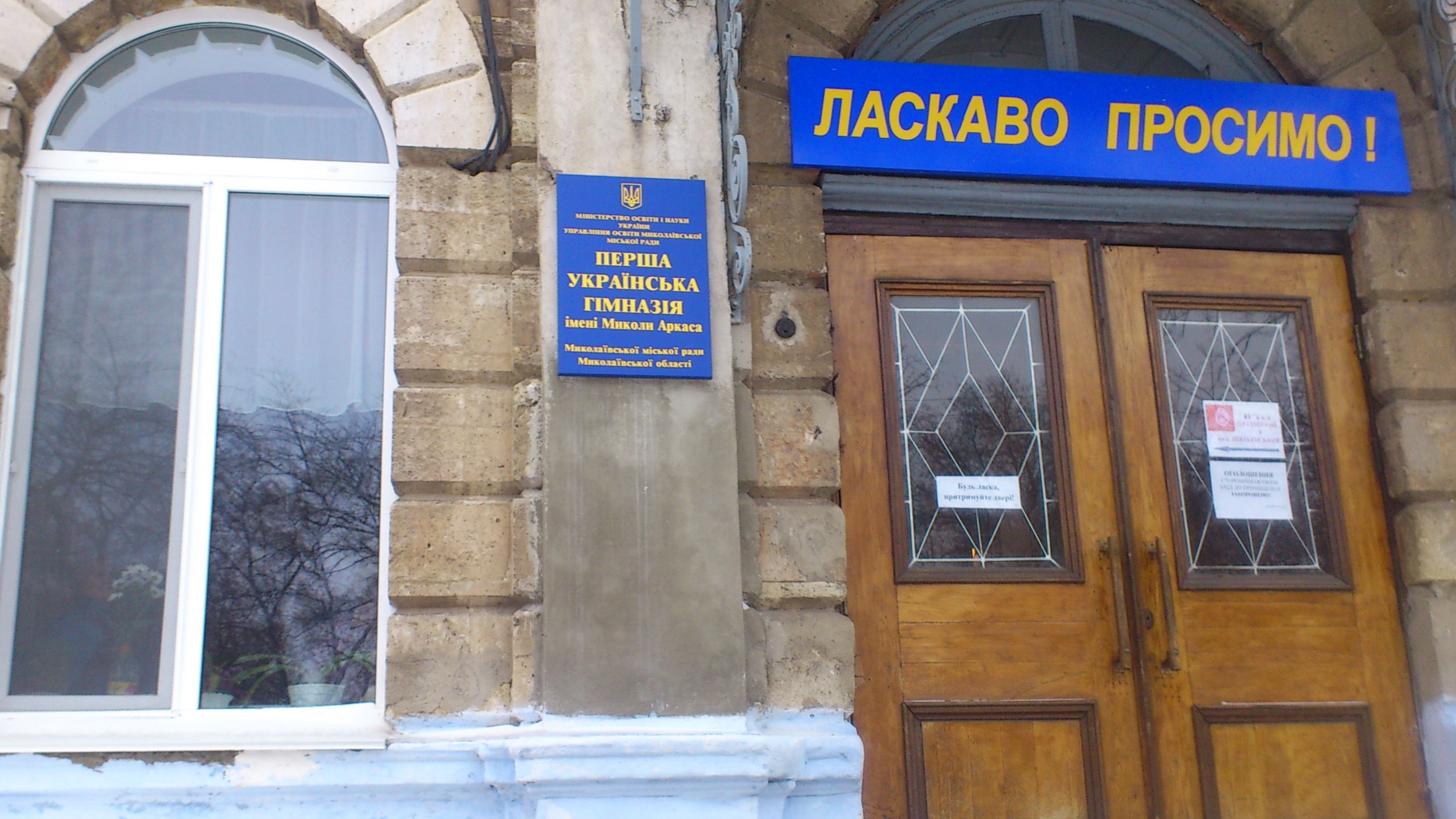
Сучасний вхід до гімназії

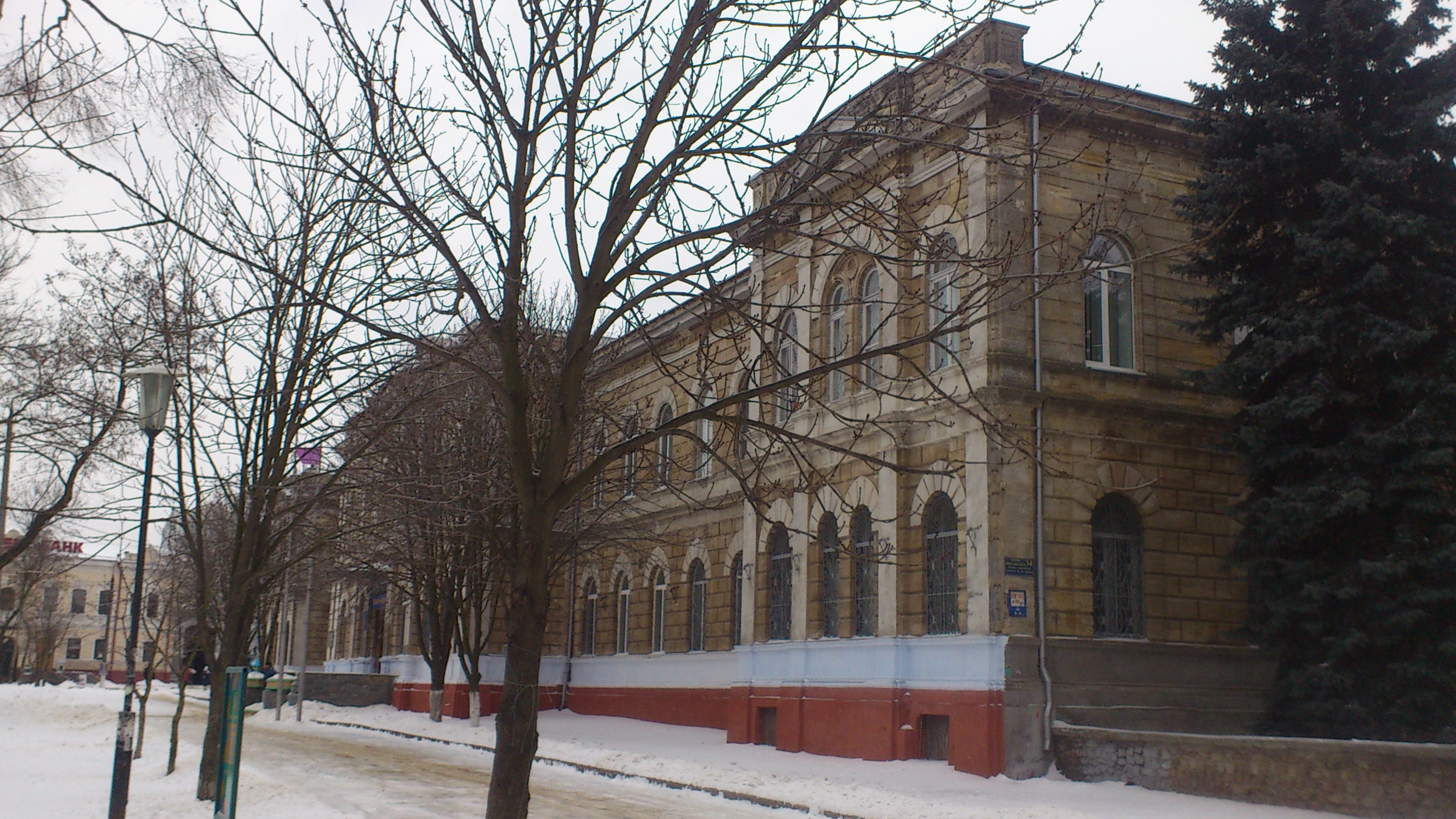

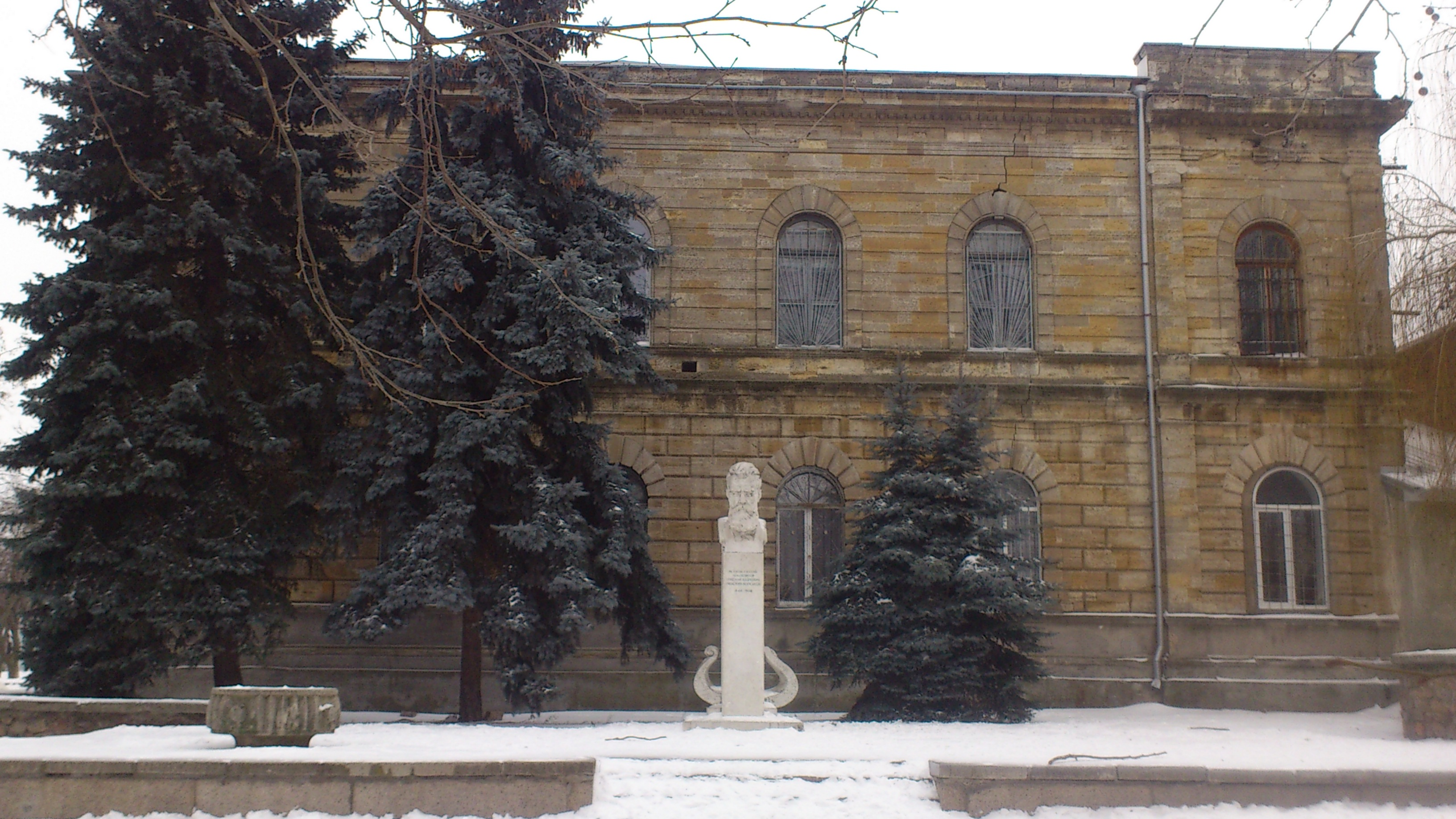
Перша українська гімназія імені М. Аркаса, вид з вулиці Адміральської

З 1864 до 1870 року — Миколаївське  жіноче училище 1-го розряду.
З вересня 1870 року — Миколаївська перша Маріїнська жіноча гімназія, яка працювала до 1918 р. Пізніше — середня школа № 5.
У 1912 році в парку перед будівлею гімназії був встановлений пам'ятник Героям війни 1812 року.
З 1993 року там почала працювати Українська педагогічна гімназія, яка реорганізована 12 грудня 1998 у Першу українську гімназію.
Розпорядженням Кабінету Міністрів України від 24 лютого 2003 року № 104-р гімназії присвоєно ім'я Миколи Аркаса, видатного українського історика, композитора, громадського діяча.

## Будівля
Будинок Першої української гімназії імені Миколи Аркаса по вул. Нікольській, 34 включений до державного списку нерухомих пам'яток архітектури місцевого значення, як будинок школи, де навчався Віктор Хоменко, юний розвідник, учасник підпільної організації «Миколаївський центр», та як будинок Маріїнської гімназії, збудований у 1892 році за проектом архітектора Є. А. Штукенберга.
Архітектор створив справжній шедевр. Євген Штукенберг вирішив поекспериментувати зі стилями і вдало поєднав модерн з Ренесансом. Крім того, велику уваги приділив благоустрою прилеглої території. Навколо гімназії посадив хвойні дерева. Поряд розташував сквер з доріжками, які утворювали смуги Андріївського прапору, в центр якого був фонтан. Тут полюбляли відпочивати гімназистки.  У 1912 році в сквері встановили пам’ятник героям війни 1812 року.

## Сучасність
З 7 жовтня 2005 р. гімназія  мала статус експериментального загальноосвітнього навчального закладу Всеукраїнського рівня з проблеми «Художньо-естетична освіта і виховання учнів загальноосвітніх навчальних закладів у процесі впровадження інтегрованих курсів» на термін : 2005—2010 роки (наказ від 7 жовтня 2005 р. № 578 по Міністерству освіти і науки України), 2011—2013 роки (наказ від 22 жовтня 2010 року № 994 по Міністерству освіти та науки, молоді та спорту України).
З 2017 р. заклад бере участь у дослідно-експериментальній роботі Всеукраїнського рівня з теми «Стандартизація наскрізної соціально-психологічної моделі інтенсивного масового впровадження медіаосвіти у вітчизняну педагогічну практику» на 2017—2022 рр. (наукова установа:  Інститут соціальної та політичної психології НАПН України).
Створено сучасний інформаційно-комунікаційний простір із локальними мережами Інтернет та супутникового телебачення, реалізується проект «Крок до інформаційного суспільства». Сучасна бібліотека має читальну залу і є бібліотечно-інформаційним центром — медіатекою, у якому формуються електронні ресурси на базі АБІС «ІРБІС». З 2011 р. заклад бере активну участь у Всеукраїнському експерименті «Щоденник.ua». Навчальні кабінети забезпечені сучасним обладнанням з мультимедійними системами, інтерактивними дошками та комп’ютерними місцями вчителя й учнів.
З 2012 р. колектив гімназії залучений до участі у Міжнародному освітньому проекті Британської ради в Україні «Навчаємось разом», а з 2013 р. — до Міжнародної програми ЄС «eTwinning Plus».
Для вшанування пам'яті видатного земляка М. М. Аркаса в центральній рекреації приміщення встановлено його скульптурну фігуру, в музеї історії гімназії створена тематична експозиція, присвячена життю і творчості родини Аркаса.Щорічно у січні проводяться Аркасівські читання за підсумками пошуково-дослідницької діяльності учнів.
За результатами навчального року найкращі учні 10-х — 11-х класів нагороджуються благодійною грошовою премією імені Миколи Аркаса. Здійснюється співпраця з Христофорівською ЗОШ Баштанського району Миколаївської області.
З 1 грудня 1998 р. на честь 5-ї річниці закладу започатковане періодичне видання — газета «Гімназійна родина».
Самоврядування в гімназії визнано одним із найкращих в Україні (за підсумками Всеукраїнського конкурсу на найкращу модель самоврядування).
У закладі в 14 класах навчаються 405 учнів.
З 10 класу здійснюється навчання за профілями: гуманітарно-педагогічний і філологічний, з 8 класу поглиблено вивчають українську (англійську) мову.
Усі учні опановують дві іноземні мови. Уведені курси за вибором: російська мова, латина, факультативи з англійської мови (літературний переклад, країнознавство), бізнес-курс англійської, французької або німецької мови.
У 10—11 класах учні вивчають культуру мовлення і стилістику української мови.
З метою профорієнтації введені спецкурси з основ журналістики, педагогіки та психології.
Однією з особливостей навчально-виховного процесу в закладі є участь дітей у пошуково-дослідницькій роботі, завдяки якій формується особистість, її життєві компетенції, розвиваються творчі здібності учнів. Активно працює наукове товариство гімназистів «Інтелектуал», до якого входять 182 старшокласники, серед них 38 (30 % учнів 9—11 класів) займаються у секціях обласного територіального відділення МАН України.
Щорічно учні гімназії є переможцями  Всеукраїнських учнівських предметних олімпіад (ІІ —IV етапів),  Упродовж трьох років перемагали в IV етапі Всеукраїнських учнівських олімпіад з німецької мови Фетова Кристина, з правознавства Іванюк Марина, з української мови та літератури Мачула Ангеліка.
За роки життєдіяльності гімназії перемог у ІІ—IV етапах Всеукраїнських учнівських предметних олімпіадах — 1306, ІІ—ІІІ етапах конкурсу-захисту науково-дослідницьких робіт учнів-членів МАН України — 176. Гімназисти є переможцями міжнародних, всеукраїнських, обласних конкурсів, проектів, акцій. Випускники гімназії, учні щорічно отримують стипендії Президента України, Кабінету Міністрів України, міського голови.
У позаурочний час учителі гімназії та науковці вузів проводять індивідуальні заняття і консультації для розвитку творчих здібностей учнів з основ наук.
Діти гімназії активно залучаються до участі в міжнародних, всеукраїнських, обласних творчих конкурсах, проектах, акціях: Міжнародний мовно-літературний конкурс учнівської та студентської молоді імені Т. Г. Шевченка, Міжнародний конкурс з української мови імені Петра Яцика, Всеукраїнський конкурс учнівської творчості «Об'єднаймося ж, брати мої», присвяченого Шевченківським дням, «Вірю в майбутнє твоє, Україно», науково-дослідницьких робіт «Доля людини», «Мій рідний край», «Природа і ми», «Громадянин», «Краса і біль України» тощо.
З метою отримання учнями культурологічних знань в системі викладається художня культура, художня праця, мистецтво. Працюють гуртки фітодизайну, ужиткового мистецтва, художньої самодіяльності (хор, вокальні ансамблі «Джерельце», «Краяни», драматичний, танцювальний, оркестр українських народних інструментів), колективи яких неодноразово брали участь й перемагали у конкурсах «Зірки Причорномор'я», «Червона калина», «Миколаївські дзвіночки», фестивалі мистецтв «Лиманські зорі», «Зоряна брама», «Миколаївська Мельпомена», міських і обласних оглядах художньої самодіяльності. Традиційними в гімназії стали свята: Гімназії (1 грудня), Рідної мови (9 березня), Матері (травень), українські вечорниці, козацькі розваги тощо.
Драматичний колектив «Зорі» посів 1 місце на ХХІІ Всеукраїнському фестивалі театрального мистецтва «Від Гіпаніса до Борисфена — 2017». (керівник — Чорнозуб Є. Є.),  26 січня 2018 р. вокальний ансамбль “Джерельце” взяв участь у ХІІ Міжнародному фестивалі-конкурсі мистецтв «Джерело надій», який проходив у м. Києві, та посів 2 місце (керівник — Козка Т. В.).

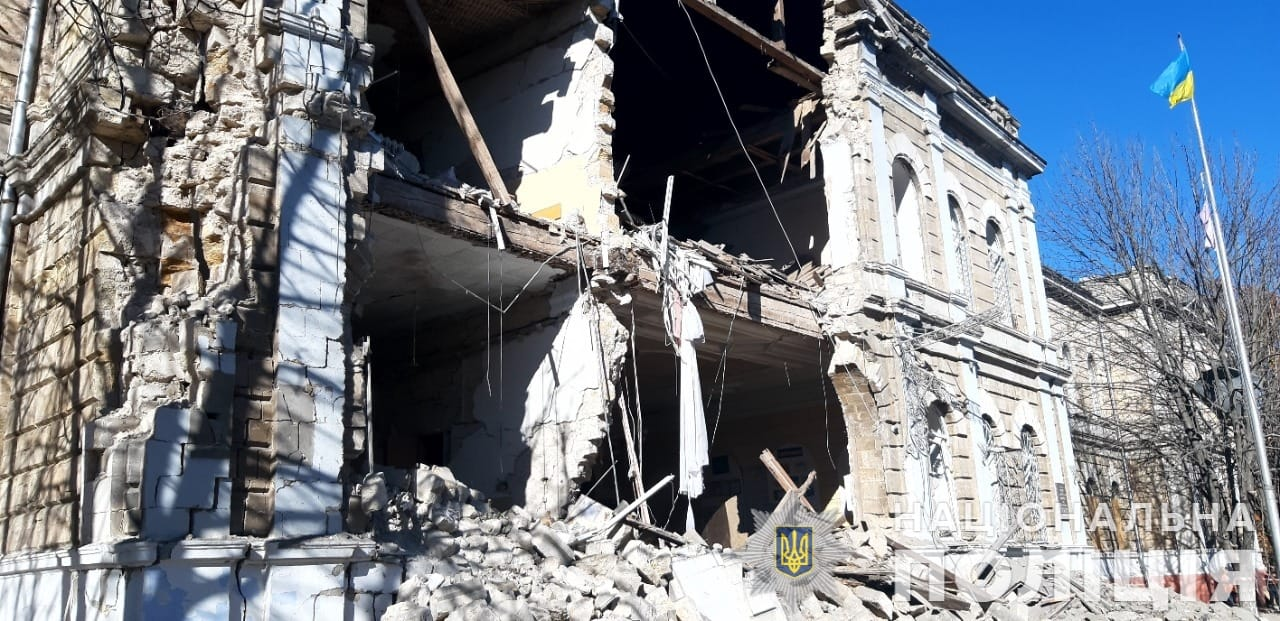
Після обстрілу (2022)

В ніч проти 1 листопада 2022 року ЗС росії завдали кілька ударів по місту ракетами С-300, один із них припав на будівлю гімназії. Внаслідок обстрілу було зруйновано парадну частину будівлі.

## Керівництво
- Директор гімназії — Сергій Бережний, заслужений працівник освіти України, відмінник народної освіти УРСР, лауреат обласної премії ім. М. Аркаса, почесний городянин 2000 року міста Миколаєва, переможець Всеукраїнського конкурсу «100 кращих керівників шкіл України (2007), „Директор XXI століття“ (2012)», лауреат обласного конкурсу «Освітянин року — 2007».
- Заступник директора з навчально-виховної роботи — Сідень Ірина Олександрівна, лауреат обласного конкурсу «Освітянин року — 2012»
- Заступник директора з навчально-виховної (науково-методичної) роботи — Чернявська Олена Василівна, заслужений учитель України, відмінник освіти України, нагороджена грамотою Верховної Ради України (2013)
- Заступник директора з виховної роботи — Патлата Любов Василівна, учитель англійської мови, має кваліфікаційну категорію "спеціаліст вищої категорії"
- Педагогічний склад

Із 46 учителів, які навчають і виховують гімназистів, мають вищу категорію — 34, першу — 6, звання «вчитель-методист» — 15, «старший учитель» — 6. У гімназії працюють 8 учителів, які мають звання "кандидат наук".
Традиційні в гімназії конкурси педагогічної майстерності, методичні фестивалі «Мої педагогічні знахідки», науково-методичні конференції, педагогічні читання, круглі столи тощо.
Одним із пріоритетних напрямків діяльності педколективу є робота з обдарованою та здібною молоддю.

## Кафедри
- Кафедра експериментальної роботи
- Кафедра "Здоров'я"
- Кафедра іноземної філології
- Кафедра суспільно-гуманітарних дисциплін
- Кафедра художньо-естетичного профілю
- Кафедра української філології
- Кафедра фізико-математичного профілю
- Кафедра англійської філології

## Співпраця
Заклад має угоди про співпрацю з Національним педагогічним університетом імені М. Драгоманова, Інститутом проблем виховання Національної академії педагогічних наук України, Миколаївським національним університетом ім. В. О. Сухомлинського, Чорноморським національним університетом імені Петра Могили, Тернопільською українською гімназією імені Івана Франка, Кіровоградською гімназією № 5 імені Т. Г. Шевченка та іншими.
Обмінюється делегаціями з ліцеєм Жака Амйо в місті Осері, Бургундія (Франція), співпрацює з гімназією в м. Бидліні Малопольського воєводства (Польща).
Гімназія є дійсним членом Асоціації «Відроджені гімназії України».

## Досягнення
Лауреат Всеукраїнського конкурсу «100 найкращих шкіл України-2006» у номінації «Школа педагогічного пошуку»;
Почесне звання «Лідер сучасної освіти» за багаторічну науково-педагогічну діяльність по інноваційному розвитку освіти України (2009 р.);
Гімназія нагороджена Почесними дипломами МОН України та АПН України:
- за розробку і упровадження у навчально-виховний процес інноваційних освітніх технологій (за підсумками участі у Всеукраїнській III та IV виставці-презентації «Інноваційні технології навчання» — 2006, 2007 рр);
- за вагомий внесок у модернізацію національної системи освіти (Міжнародна виставка «Сучасні навчальні заклади-2010»);
- за плідну науково-педагогічну діяльність по удосконаленню змісту навчально — виховного процесу (Міжнародна виставка «Сучасні навчальні заклади-2011»);
- за високі творчі досягнення в інноваційному оновленні національної системи освіти (Дванадцята міжнародна виставка навчальних закладів «Сучасна освіта в Україні — 2009»).

У 2011 році гімназія отримала відзнаку «Освіта Миколаєва-2011» у номінації «Педагогічний пошук».
У обласному конкурсі на найкращу модель загальноосвітнього навчального закладу нового типу колектив гімназії посів І місце (2007 р.).
Відповідно до рішення Миколаївської РЕР з питань ліцензування та атестації навчальних закладів у 2010 році гімназію визнано атестованою з відзнакою.
Колектив гімназії у 2011 та 2012 роках здобув перемогу і отримав Золоту медаль на ІІІ Національній виставці-презентації «Інноватика в освіті».
У 2012 році гімназію нагороджено грамотою та відзнакою Міністерства освіти і науки, молоді та спорту України як переможця загальнонаціонального проекту «Флагмани освіти і науки України» за вагомий внесок у розвиток освіти і науки України.
Заклад увійшов в енциклопедію «Флагмани освіти і науки України — 2012» («Найкращі освітяни та науковці України»).
У лютому 2012 року колектив гімназії нагороджено дипломом ІІІ Міжнародної виставки «Сучасні заклади освіти-2012» за активну роботу з модернізації системи освіти.
П'ята Міжнародна виставка «Сучасні заклади освіти — 2014» (18-20 березня 2014 р.) — золота медаль в номінації «Діяльність навчальних закладів з розвитку міжнародної співпраці».
Шостий міжнародний форум «Інноватика в сучасній освіті» (жовтень 2014 р.) — золота медаль та диплом МОНУ і НАПН України.
28.10.2016 р. — Заклад нагороджено дипломом Інституту педагогіки НАПН України за творчу співпрацю та вагомий внесок у впровадження результатів науково-дослідної роботи в освітній процес (2016 р.).
У березні 2017 р. колектив гімназії здобув перемогу і отримав золоту медаль на VIII Міжнародній виставці "Сучасні заклади освіти″, V International exhibition World Edu в номінації «Компетентнісний підхід — основа якості змісту навчально — виховного процесу в закладах освіти».
15 грудня 2017 р. у м. Києві відбулась презентація книги «Національна академія педагогічних наук України-25 років», у якій представлено результати науково - експериментальної роботи гімназії [Архівовано 4 листопада 2019 у Wayback Machine.]. Колектив закладу нагороджено дипломом НАПН України за творчу співпрацю та вагомий внесок у впровадження результатів науково-дослідної роботи в освітній процес та з нагоди 25-річчя НАПН України.
Х Міжнародна виставка «Інноватика в сучасній освіті» (жовтень 2018 р.) — золота медаль та диплом МОНУ і НАПН України.
Почесна грамота Національної академії наук України на честь 100-річчя НАН України та за вагомий особистий внесок у розвиток обдарованої учнівської молоді (грудень 2018 р.)